# Ophiurida
Ophiurida è un ordine di echinodermi.

## Sottordini
In questo ordine sono riconosciuti tre sottordini:
- Ophiomyxina
- Ophiurida incertae sedis
- Ophiurina